# Peru nos Jogos Olímpicos de Verão de 1992
O Peru participou dos Jogos Olímpicos de Verão de 1992, em Barcelona, na Espanha.